# NGC 6836
NGC 6836 في الفهرس العام الجديد، هي مجرة، تقع في كوكبة الرامي. اكتشفت في 2 أغسطس 1881 بواسطة إدوارد ستيفان.

## روابط خارجية
- NGC 6836 على موقع ويكي سكاي: DSS2, SDSS, GALEX, IRAS, Hydrogen α, X-Ray, Astrophoto, Sky Map, Articles and images